# Okean Elzî
Okean Elzî (Океан Ельзи; în traducere: Oceanul Elzei) este o formație de muzică pop-rock din Ucraina. Și-a început activitatea muzicală în anul 1994, bucurându-se de un succes enorm atât în Ucraina cât și în alte țări precum Rusia, SUA, Marea Britanie, Germania, Franța, Polonia, Republica Moldova, Estonia, ș.a. 
Trupa e folrmată din cinci membri: Sveatoslav Vakarciuk - vocal (1994-prezent), Petro Cerneavskîi - chitară (2004-prezent), Denis Dudko - bas (2004-prezent), Miloš Jelić – pian, clape (2004-prezent), Denis Hlinin - tobe (1994-prezent) și a lansat până acum 10 albume de studio, având numeroase participări la diverse festivaluri (ex. Rusia, Londra, Germania). 
În 2003 solistul Sveatoslav Vakarciuk a fost numit Ambasadorul Culturii Ucrainene, iar în 2005 Ambasadorul Bunăvoinței ONU.
În aprilie 2007 Okean Elzî a primit premiul FUZZ Magazine pentru "Cea mai bună trupă rock".
În 2013, în componența sa ”de aur” Okean Elzî a cântat în piață la Euromaidan.

## Membri
- Sviatoslav Vakarciuk - vocal (1994-prezent)
- Denîs Dudko - chitară bas (2004-prezent)
- Denîs Hlinin - tobe (1994-prezent)
- Miloš Jelić - clape, pian (2004-prezent)[2]
- Vladimir Opsenica — chitară, back vocal (2013–2014; 2014–prezent)

### Foști membri
- Iuri Hustocika — chitară bas, back vocal (1994–2004)
- Dmîtro Șurov — pian, clape, back vocal (2000–2001; 2001–2004)
- Pavlo Hudimov — chitara, mandolina, back vocal (1994–2005)
- Petro Cerniavskîi — chitară (2005–2013)

## Albume
1. 1998 - "Tam, de nas nema" (Acolo, unde nu suntem)
2. 2000 - "IaNaNebiBuv" (Am fost în Rai)
3. 2001 - "Model" (Model)
4. 2002 - "Holodno" (Rece)
5. 2003 - "Supersîmetria" (Supersimetria)
6. 2003 - "Tvii format" (Formatul tău)
7. 2005 - "GLORIA" (GLORIA)
8. 2006 - "Veseli, brate, ceasî nastalî..." (Frate, vremuri bune au venit...) [CD Single]
9. 2007 - "Mira" (Măsură)
10. 2010 - "Dolce Vita"
11. 2013 - "Zemlya" (Pământul)
12. 2014 - "Naikrașe" (Cel mai bun)
13. 2016 - "Bez mej (Fără limite)

### Compilații
- 2006 - 1221 ("Best of" collection)
- 2007 - Vybrany... (Selecte...)
- 2010 - The Best Of